# Буксир-штовхач проєкту 121
Буксир-штовхач проєкту 121 — буксир-штовхач призначений для проводки несамохідних суден, швартових операцій з ними у портових водах, розрідження льодового шару при підготовці акваторії для швартування у зимовий період, для перевезення посадових осіб в портових водах та прибережних районах плавання. Судна відповідають нормам екологічного законодавства Євросоюзу. Головний конструктор Хальнов Сергій Михайлович.
Рушійним комплексом суден є гвинто-стернова колонка, яка приводиться у дію головними двигунами, розташованими на верхній палубі в ізольованих контейнерах. Таке рішення дозволило значно знизити осадку суден.
Ходова рубка підйомна та фіксується у верхньому положенні. Судна облаштовані радіостанцією діапазону УКХ, супутниковою АРБ[що це?] системою КОСПАС-САРСАТ, магнітними компасами, радіолокаційною станцією та ехолотом.
Усі судна цього проєкту закладено у серпні 2014 р., та здано в експлуатацію в червні-липні 2015 р. Проєктант — Конструкторсько-технологічне бюро «Суднокомпозит», Феодосія.

## Судна проєкту
- «Козацький»
- «Переяславський»
- «Кременчуцький»
- «Юрій Макаров» квітень 2017[1]